# Museu Alejandro Otero
O Museu Alejandro Otero ou Museu de artes visuais Alejandro Otero é um centro cultural de arte contemporânea, uma praça, jardins e anfiteatro, ao sul do município Libertador em Caracas.
Foi inaugurado no ano de 1990 e está dedicado à memória de Alejandro Otero,  artista e escultor venezuelano. No local, são oferecidas diferentes exposições e conferências mediante a visitas guiadas.